# Гуменний Сергій Любомирович
Гуменний Сергій Любомирович — історик, доктор філософії в галузі історії (2022), доцент кафедри філософії, права та соціально-гуманітарних дисциплін Національної академії статистики, обліку та аудиту, асистент кафедри історії Центральної та східної Європи історичного факультету Київського національного університету імені Тараса Шевченка.

## Життєпис
У 2017 році закінчив магістратуру історичного факультету Тернопільського національного педагогічного університету імені Володимира Гнатюка і гуманітарного факультету Jan Dlugosz University in Czestochowa (Польща).Фахівець у сфері історії Центрально-східної Європи, історії релігії, питань польсько-українських відносин кінця XIX — першої половини ХХ ст., дослідження радянсько-польського кордону в 1918—1939 рр., історія європейського єврейства.
У 2022 році захистив дисертацію на здобуття наукового ступеня доктора філософії в галузі історії на тему: «Нелегальні міграційні процеси на польсько-радянському кордоні (в адміністративних межах УСРР/УРСР) у 1921—1939 рр.».
У 2023 році став лауреатом конкурсу «Молодий вчений року-2022» Ради молодих вчених при Міністерстві освіти України в номінації «Монографія (від 1 до 3-х співавторів)».

## Праці
- Гуменний С. «Збручанський кордон» (1772—1939): міграція, контрабанда та шпигунство // Польсько-українське пограниччя: етнополітичні, мовні та релігійні критерії самоідентифікації населення: монографія / від. ред. І. Патер, упоряд. О. Муравський, М. Романюк; НАН України, Інститут українознавства ім. І. Крип'якевича. — Львів, 2019. — C. 137—151.
- Хроніка окупації Києва (1941—1943): [в 3-х т.] / уклад.: Руккас Андрій, Гуменний Сергій; Меморіал. центр Голокосту «Бабин Яр», Ін-т історії Голокосту в Україні та Схід. Європі. — Київ: 7БЦ, 2021. — 403 с.
- Хроніка Голокосту (1933—1945) / уклад.: Руккас Андрій, Гуменний Сергій; Меморіал. центр Голокосту «Бабин Яр», Ін-т історії Голокосту в Україні та Схід. Європі. — Київ: 7БЦ, 2021. — 377 с.
- Гуменний С. Л. Нелегальні міграційні процеси на польсько-радянському кордоні (в адміністративних межах УСРР/УРСР) у 1921—1939 рр. — Дисертація на здобуття наукового ступеня доктора філософії в галузі знань 03 «Гуманітарні науки» за спеціальністю 032 «Історія та археологія». — Київський національний університет імені Тараса Шевченка, Міністерство освіти і науки України. — Київ, 2021.
- Гуменний С. Збручанський кордон (1921—1939): незаконна міграція, контрабанда та шпигунство. Монографія . — Корсунь-Шевченківський, ФОП Майдаченко І. С., 2022. — 263 с.
- Humennyj S. Uchodźcy: nielegalne przekraczanie granicy polsko-sovieckiej w latach 1918—1939: monografia. — Warszawa: Instytut Pamięci Narodowej — Komisja Ścigania Zbrodni przeciwko Narodowi Polskiemu, 2022. — 168 s.